# ISDN
Integrated Services over Digital Network (kratica ISDN, slovensko integrirane storitve preko digitalnega omrežja) je vrsta telekomunikacijske povezave, ki uporablja običajno bakreno parico. Uporablja se predvsem za telefonijo in tudi prenos podatkov. Uporablja dva B-kanala pasovne širine 64 kbit/s in D-kanal širine 16 kbit/s.
Prednosti sistema ISDN pred modemi, priključenimi na običajno telefonsko linijo so: boljša kakovost zvoka, boljša kakovost telefaksov in hitrejši prenos podatkov med računalniki. ISDN-ov multiplekser za osnovni dostop (basic rate access) običajno telefonsko linijo razdeli na tri pasove: dva pasova B in en pas D. Vsak pas B omogoča prenos 64 kilobitov na sekundo in lahko prenaša eno govorno zvezo ali 50 hkratnih podatkovnih zvez s hitrostjo 1200 kilobitov na sekundo. Pas D, ki deluje s hitrostjo 16 kilobitov na sekundo, je namenjen prenašanju podatkovnih signalov. S primarnim dostopom (primary rate access) ISDN omogoča uporabo do 30 pasov B.
Do septembra leta 2005 je Telekom Slovenije, ki je bil tudi edini ponudnik, pogojeval ADSL dostop z ISDN dostopom, zaradi česar je Urad za varstvo konkurence (UVK) dne 4.10.2004 uvedel proti Telekomu Slovenije postopek št. 3072-2/2004 ugotavljanja domnevne kršitve 10. člena Zakona o preprečevanju omejevanja konkurence "ker iz Uradu razpoložljive dokumentacije verjetno izhaja, da je Telekom d.d. zlorabil svoj prevladujoč položaj s pogojevanjem zakupa priključka ADSL s hkratnim sprejemanjem dodatne obveznosti zakupa priključka ISDN, ki po svoji naravi niti po trgovinskih običajih ni povezan z zakupom priključka ADSL".